# Xylotrechus perakensis
Xylotrechus perakensis là một loài bọ cánh cứng trong họ Cerambycidae.